# Меріг
Меріг — невеликий острів, розташований 20 км  на схід від Гауа, на островах Бенкс на півночі Вануату. Острів має ширину близько 800 м і має окружність 2,2 км.

## Назва
Ім'я Меріг [ŋ͡mʷeriɣ] походить з мови мота. Воно походить від прото-торресівської форми * mʷera riɣi «маленький хлопчик» через гаплологію до *mʷeriɣi . Назва контрастує до Merelava, від * mʷera lava «великий хлопчик». Рідний термін мовою Mwerlap — N̄wërig [ŋʷɞˈriɣ], від того ж етимона.

## Історія
Перше зареєстроване спостереження острова Меріг європейцями відбулося під час іспанської експедиції Педро Фернандеса де Кіроса 25 квітня 1606 року. Тоді він отримав назву Іль-Сент-Клер. 

## Населення
У Мерігу проживає лише одне домогосподарство, яке складається з 12 осіб. 
Вони розмовляють мовою Мверлап , мовою сусіднього острова Мерелава .